# Lista monumentelor istorice din județul Mureș - N

Simbol pentru monumentele istorice

Lista monumentelor istorice din județul Mureș - N cuprinde monumentele istorice înscrise în Patrimoniul cultural național al României și aflate în localități ce încep cu litera N din județul Mureș.
Lista completă este menținută și actualizată periodic de către Ministerul Culturii, Cultelor și Patrimoniului Național din România, prin intermediul Institutului Național al Patrimoniului, ultima versiune datând din 2015. Această listă cuprinde și actualizările ulterioare, realizate prin ordin al ministrului culturii.
| Cod LMI                               | Denumire                                                | Localitate                          | Localizare                                       | Datare, Creatori      | Imagine               | Erori             |
| ------------------------------------- | ------------------------------------------------------- | ----------------------------------- | ------------------------------------------------ | --------------------- | --------------------- | ----------------- |
| MS-I-s-B-15400 (RAN: 114408.01)       | Situl arheologic de la Nazna                            | sat Nazna; comuna Sâncraiu de Mureș |                                                  |                       | Încarcă foto \| video | Raportează eroare |
| MS-I-m-B-15400.01 (RAN: 114408.01.02) | Fortificație                                            | sat Nazna; comuna Sâncraiu de Mureș | pe un monticul, la NV de sat                     | Epoca medievală       | Încarcă foto \| video | Raportează eroare |
| MS-I-m-B-15400.02 (RAN: 114408.01.01) | Drum                                                    | sat Nazna; comuna Sâncraiu de Mureș | în malul Mureșului, pe un monticul, la NV de sat | sec. II - III p. Chr. | Încarcă foto \| video | Raportează eroare |
| MS-II-m-B-15732                       | Poarta de lemn, în fața bisericii de lemn „Sf. Nicolae” | sat Nadășa; comuna Beica de Jos     | 163                                              | 1863                  | Încarcă foto \| video | Raportează eroare |
| MS-II-m-A-15733 (RAN: 115744.02)      | Biserica de lemn „Sf. Nicolae”                          | sat Nadășa; comuna Beica de Jos     | 163                                              | 1717                  | Alte imagini          | Raportează eroare |
| MS-II-m-A-15734 (RAN: 118478.02)      | Casa parohială a bisericii evanghelice                  | sat Nadeș; comuna Nadeș             | 3                                                | 1771 - 1789           | Încarcă foto \| video | Raportează eroare |
| MS-II-a-A-15735                       | Ansamblul bisericii evanghelice fortificate             | sat Nadeș; comuna Nadeș             | 1 46.3217°N 24.7339°E                            | sec. XIV - XVI        | Alte imagini          | Raportează eroare |
| MS-II-m-A-15735.01                    | Biserica evanghelică                                    | sat Nadeș; comuna Nadeș             | 1                                                | sec. XIV - XV         | Încarcă foto \| video | Raportează eroare |
| MS-II-m-A-15735.02                    | Incintă fortificată                                     | sat Nadeș; comuna Nadeș             | 1                                                | sec. XV - XVI         | Încarcă foto \| video | Raportează eroare |
| MS-II-m-B-15736                       | Biserica de lemn                                        | sat Nima Râciului; comuna Râciu     | 60 46.70368°N 24.44069°E                         | 1800                  | Alte imagini          | Raportează eroare |